# Terra-rara

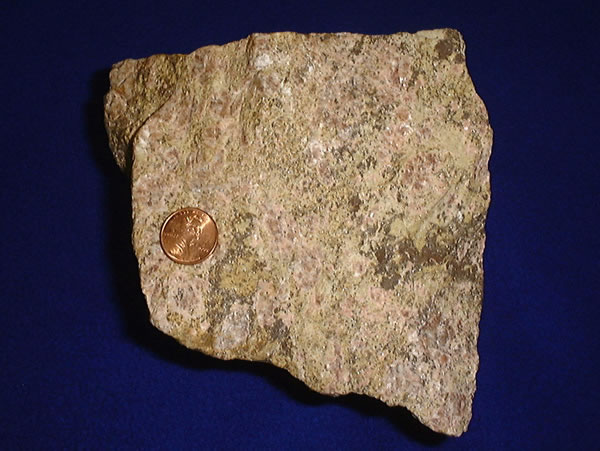
Minério de terras raras com uma moeda para comparação de tamanho.

As terras raras ou metais de terras raras são, de acordo com a classificação da IUPAC, um grupo relativamente abundante de 17 elementos químicos, dos quais 15 pertencem na tabela periódica dos elementos ao grupo dos lantanídeos (elementos com número atómico entre Z=57 e Z=71, isto é do lantânio ao lutécio), aos quais se juntam o escândio (Z=21) e o ítrio (Z=39), elementos que ocorrem nos mesmos minérios e apresentam propriedade físico-químicas semelhantes. As principais fontes económicas de terras raras são os minerais monazita, bastnasita, xenótimo e loparita e as argilas lateríticas que absorvem iões.

## Origem

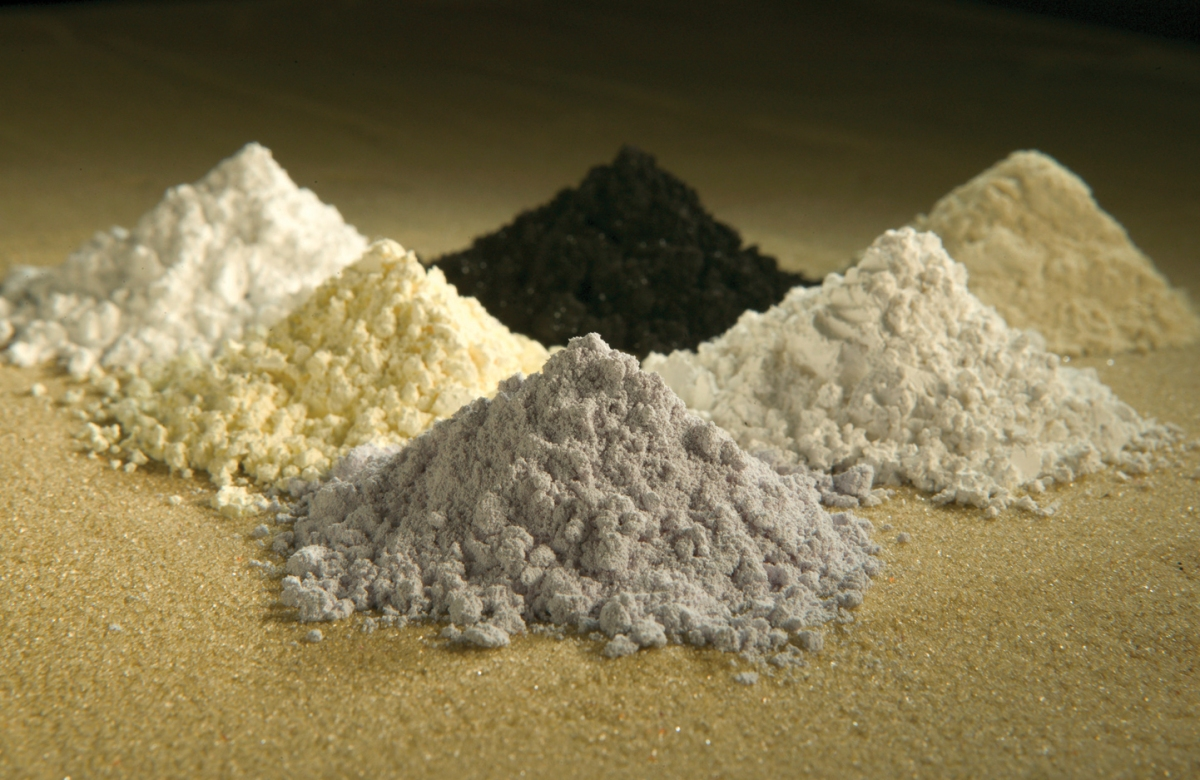
Os óxidos de terras raras refinados são pós pesados e arenosos, geralmente marrons ou pretos, mas podem ter cores mais claras, como mostrado aqui.

Os elementos que constituem o grupo das terras raras foram inicialmente isolados sob a forma de óxidos, recebendo então a designação de "terras", à época a denominação genérica dada aos óxidos da maioria dos elementos metálicos. Por apresentarem propriedades muito similares, serem apenas conhecidos em minerais oriundos da Escandinávia e por serem de difícil separação, foram considerados "raros", daí resultando a denominação "terras raras", ainda hoje utilizada, apesar de alguns deles serem comparativamente abundantes na composição crostal da Terra.
Com exceção do lantânio, que por ser instável é muito raro, a abundância crustal dos elementos incluídos no grupo das terras raras varia entre as 68 partes por milhão para o cério, o 25.º elemento mais abundante dos 78 elementos mais comuns na  crosta da Terra, e apenas 0,5 partes por milhão para o túlio e o lutécio, as terras raras menos abundantes. Ainda assim, o elemento mais raro da série, o túlio, é mais abundante que metais como a prata e o mercúrio. Portanto, os referidos elementos não são "terras" e não são "raros".
As terras raras foram pela primeira vez assinaladas quando a descrição do mineral negro gadolinita (outrora conhecido como ytterbite), foi feita pelo militar e mineralogista Carl Axel Arrhenius no ano de 1787, a partir de uma amostra recolhida numa pedreira das proximidades da localidade de Ytterby, na Suécia.

### História
A partir de amostras do mineral ytterbite (gadolinita) enviadas por Carl Axel Arrhenius, o químico e mineralogista finlandês Johan Gadolin, professor na Universidade de Turku, isolou um óxido desconhecido (uma terra na linguagem química da época), a que deu o nome de ytteria, uma referência a Ytterby, a localidade em que se situa a pedreira onde o mineral fora recolhido. A partir de 1800, a ytterbite passou a ser conhecida por gadolinita, em honra de Johan Gadolin.
A partir da gadolinita, o químico Anders Gustav Ekeberg isolou o elemento químico berílio, mas não conseguiu reconhecer a presença das terras raras, os outros elementos em que aquele minério é rico. Mais tarde, em 1803, um mineral recolhido em Bastnäs, uma localidade próxima de Riddarhyttan, na Suécia, que se acreditava ser um mineral de ferro-tungsténio, foi reanalisado por Jöns Jacob Berzelius e Wilhelm Hisinger, que obtiveram um óxido branco a que deram o nome de ceria, depois identificado como um óxido de cério. Martin Heinrich Klaproth descobriu independentemente aquele óxido, dando-lhe o nome de ochroia.
Assim, em 1803 eram conhecidos os óxidos de dois elementos pertencentes às terras raras: o ítrio e o cério. A partir deste ponto, a semelhança nas propriedade químicas dos elementos que hoje integram o grupo fez com que demorasse cerca de 30 anos até que os investigadores pudessem determinar a presença de outros elementos naqueles óxidos, tal é a dificuldade de separação.
Em 1839 Carl Gustav Mosander, um assistente de Berzelius, conseguiu separar o óxido então designado por ceria em dois componentes, aquecendo-o um seu nitrato e dissolvendo o produto em ácido nítrico. Deu a designação de lanthana ao óxido do sal solúvel que obteve, demorando três anos até conseguir separar o lanthana no seu didymia (gémeo) e em lantânio puro. O didymia, não separável pelas técnicas usadas por Mosander, era ainda uma mistura de óxidos.
Em 1842 Mosander também separou o ytteria em três óxidos: ytteria pura, terbia e erbia (nomes derivados de Ytterby, a localidade de onde o mineral original proviera). Ao elemento que dava origem a sais rosados Mosander deu o nome de terbium; ao que produzia peróxidos amarelados erbium. Estavam assim isolados o térbio e o érbio, o que elevava o número de terras raras conhecidas a seis: yttrium (ítrio), cerium (cério), lanthanium (lantânio), erbium (érbio), terbium (térbio) e didymium (didímio), este último afinal uma mistura de dois elementos diferentes (praseodímio e neodímio).
Nils Johan Berlin e Marc Delafontaine conseguiram também separar o ytteria e encontraram as mesmas substâncias que Mosander obtiverad, mas Berlin denominou (em 1860) a substância que produzia sais rosados como erbium e Delafontaine designou a substância que produzia o peróxido amarelado como terbium. Esta confusão levou a várias identificações erradas, incluindo diversos casos de isolamento de novos elementos que depois se provou serem já conhecidos, tais como o mosandrium de John Lawrence Smith, ou o philippium e decipium de Delafontaine.
As dificuldades impostas pelas semelhanças físico-químicas levaram a que durante mais três décadas não surgissem novos isolamentos de elementos, sendo o didymium listado nas tabelas periódicas como um elemento químico com massa molecular de 138. Em 1879 Delafontaine usou a então recém inventada técnica de espectroscopia de chama e descreveu um espectro óptico complexo, com linhas de absorção que indicavam a presença de mais do que um elemento. Também em 1879, o químico francês Paul Émile Lecoq de Boisbaudran isolou um novo elemento pertencente ao grupo das terras raras, o samarium (samário) a partir do mineral samarskita.
A partir de samaria, os óxidos de samarium, Paul Émile Lecoq de Boisbaudran isolou em 1886, resultado que foi confirmando por Jean-Charles Galissard de Marignac, que obteve o mesmo elemento directamente da samarskita. A este elemento deram o nome de gadolinium (gadolínio), em honra de Johan Gadolin, designando os seus óxidos como gadolinia.
Análises espectroscópicas de amostras da samaria, ytteria e samarskita, realizadas por William Crookes, Lecoq de Boisbaudran e Eugène-Anatole Demarçay entre 1886 e 1901, revelaram linhas espectrais que indicavam a presença de um elemento desconhecido, que quando em 1901 foi isolado por cristalização fraccionada foi designado por europium (európio).
A partir de 1839 surgiu uma terceira fonte de terras raras, um mineral similar à gadolinita, o uranotantalum, hoje designado por samarskita. Este mineral foi inicialmente encontrado em Miass, no sul dos Montes Urais, sendo descrito pela primeira vez por Gustave Rose. O químico russo R. Harmann postulou então que um novo elemento, o ilmenium (de ilmenita, um mineral da região de Ilmen, nos Urais), deveria estar presente no mineral, mas Christian Wilhelm Blomstrand (1826-1897), Jean-Charles Galissard de Marignac e Heinrich Rose apenas nele encontraram tântalo e nióbio.
Nos princípios do século XX, o exacto número de terras raras era pouco claro, estimando-se que pudesse atingir os 25 elementos. Apenas quando a utilização de raios x, aplicada ao estudo da difracção em cristais por Henry Moseley, permitiu a determinação dos números atómicos se concluiu que o número de elementos químicos pertencentes aos lantanídios teria de ser 15, estando ainda em falta o elemento com número atómico 61. Por outro lado, a utilização da difracção de raios x permitiu provar que o hafnium (háfnio) não era uma terra rara e que o anúncio feito por Georges Urbain da descoberta do elemento de número atómico 71 era incorrecto.

## Características e usos
As formas elementares das terras raras são metais tipicamente macios, maleáveis e dúcteis, geralmente reactivos, especialmente a temperaturas elevadas ou quando finamente divididos, com cores que variam de cinza escuro a prateado.
As principais fontes económicas de terras raras são os minerais bastnasita, monazita e loparita e as argilas lateríticas. Apesar da sua abundância relativa elevada, os minerais de terras raras são mais difíceis de minerar e de extrair do que fontes equivalentes de metais de transição, devido em parte às suas semelhanças químicas. Esta dificuldade torna os metais de terras raras relativamente caros, pelo que o seu uso industrial foi limitado até serem desenvolvidas técnicas de separação de alto rendimento, tais como a troca iónica, cristalização fraccional e extracção líquido-líquido nas décadas de 1950 e de 1960.
As propriedades químicas e físicas das terras raras são utilizadas numa grande variedade de aplicações tecnológicas, que vão desde a constituição de catalisadores à produção de materiais luminescentes e de magnetos. Os metais de terras raras estão incorporados em aplicações como os supercondutores, magnetos miniaturizados, catalisadores utilizados em refinação de produtos diversos e componentes para carros híbridos. Iões de terras raras são utilizados como os átomos activos em materiais luminescentes usados em aplicações de optoelectrónica, com destaque para o laser Nd:YAG.  Foram também extensivamente utilizados como dopantes em tubos de raios catódicos para televisores e computadores.
A determinação da concentração relativa de terras raras é usada em Geologia para a determinação da fonte dos magmas que constituem as rochas ígneas e para a datação de alguns minerais, entre os quais as granadas, através da abundância relativas do par neodímio/samário.
As terras raras também apresentam um grande valor de aplicação em cenários dentro do campo de estudos das ciências biológicas, sendo que os complexos que apresentam em sua fórmula íons provenientes de minerais terras raras, em decorrência de suas extraordinárias propriedades Espectroscópicas e magnéticas, tendo em vista que sondas luminescentes são utilizadas em estudos de biomoléculas, e dentro da área da imunologia, fazem parte de procedimentos de diagnósticos aplicados em investigações clínicas de enzimas, anticorpos, células e hormônios, além da contribuição medicinal de diagnósticos não invasivos de doenças, realizado através de ressonância magnética nuclear.

## Reservas e produção
Uma das categorizações aplicadas aos elementos terras raras é a de matéria-prima crítica, isto é, possui extrema importância econômica dentro da sociedade, e seu fluxo interno de transição pode apresentar quebra em seu fornecimento. Os índices considerados para a determinação do nível de criticidade podem ser variados, dentre os quais pode-se considerar a dependência que um país pode ter de outro no quesito referente a aquisição do material. O monopólio do governo Chinês na produção e exportação destes recursos, tendo em vista sua abundância geográfica, e a maior flexibilidade em legislação ambiental colocam Pequim em uma situação de privilégio estratégico. Para favorecer o cenário das empresas chinesas em comparativo com a concorrência internacional, o governo chinês adotou uma série de medidas cujo efeito prático é o de aumentar a taxa de exportação e fortalecer as empresas nacionais que produzem a matéria prima terras raras. A importância destes componentes na fabricação de inúmeros itens eletrônicos e de tecnologia de ponta, somada à dificuldade de reciclar a matéria prima, fazem com que os principais exportadores, tais como Estados Unidos, Japão e União Europeia, tenham começado a se dedicar em pesquisas, ao longo da última década, visando encontrar alternativas para os minerais terras raras.

### Maiores reservas por país
Os oitos principais países em termos de reservas de terras-raras, de acordo com o relatório de 2025 do Serviço Geológico dos Estados Unidos sobre elementos de terras-raras, são os seguintes em toneladas métricas de óxido de terras-raras equivalente:
| Pos. | País           | Reserva (t) |
| ---- | -------------- | ----------- |
| 1º   | China          | 44 milhões  |
| 2º   | Brasil         | 21 milhões  |
| 3º   | Índia          | 6,9 milhões |
| 4º   | Austrália      | 5,7 milhões |
| 5º   | Rússia         | 3,8 milhões |
| 6º   | Vietnã         | 3,5 milhões |
| 7º   | Estados Unidos | 1,9 milhões |
| 8º   | Groelândia     | 1,5 milhões |

### Maiores produtores por país
Os dez principais países em termos de produção de terras-raras em 2025 são os seguintes:
| Pos. | País           | Produção (t) |
| ---- | -------------- | ------------ |
| 1º   | China          | 270.000      |
| 2º   | Estados Unidos | 45.000       |
| 3º   | Myanmar        | 31.000       |
| 4º   | Austrália      | 13.000       |
| 4º   | Nigéria        | 13.000       |
| 4º   | Tailândia      | 13.000       |
| 7º   | Índia          | 2.900        |
| 8º   | Rússia         | 2.500        |
| 9º   | Madagascar     | 2.000        |
| 10º  | Vietnã         | 300          |

## Grupo das terras raras
As terras raras ocupam a seguinte posição na tabela periódica dos elementos:
| 1 H   |       |       |       |       |       |       |       |       |       |       |       |       |        |        |        |        |        |        |        |        |        |        |        |        |        |        |        |        |        |        | 2 He   |
| 3 Li  | 4 Be  |       |       |       |       |       |       |       |       |       |       |       |        |        |        |        |        |        |        |        |        |        |        |        |        | 5 B    | 6 C    | 7 N    | 8 O    | 9 F    | 10 Ne  |
| 11 Na | 12 Mg |       |       |       |       |       |       |       |       |       |       |       |        |        |        |        |        |        |        |        |        |        |        |        |        | 13 Al  | 14 Si  | 15 P   | 16 S   | 17 Cl  | 18 Ar  |
| 19 K  | 20 Ca |       |       |       |       |       |       |       |       |       |       |       |        |        |        | 21 Sc  | 22 Ti  | 23 V   | 24 Cr  | 25 Mn  | 26 Fe  | 27 Co  | 28 Ni  | 29 Cu  | 30 Zn  | 31 Ga  | 32 Ge  | 33 As  | 34 Se  | 35 Br  | 36 Kr  |
| 37 Rb | 38 Sr |       |       |       |       |       |       |       |       |       |       |       |        |        |        | 39 Y   | 40 Zr  | 41 Nb  | 42 Mo  | 43 Tc  | 44 Ru  | 45 Rh  | 46 Pd  | 47 Ag  | 48 Cd  | 49 In  | 50 Sn  | 51 Sb  | 52 Te  | 53 I   | 54 Xe  |
| 55 Cs | 56 Ba | 57 La | 58 Ce | 59 Pr | 60 Nd | 61 Pm | 62 Sm | 63 Eu | 64 Gd | 65 Tb | 66 Dy | 67 Ho | 68 Er  | 69 Tm  | 70 Yb  | 71 Lu  | 72 Hf  | 73 Ta  | 74 W   | 75 Re  | 76 Os  | 77 Ir  | 78 Pt  | 79 Au  | 80 Hg  | 81 Tl  | 82 Pb  | 83 Bi  | 84 Po  | 85 At  | 86 Rn  |
| 87 Fr | 88 Ra | 89 Ac | 90 Th | 91 Pa | 92 U  | 93 Np | 94 Pu | 95 Am | 96 Cm | 97 Bk | 98 Cf | 99 Es | 100 Fm | 101 Md | 102 No | 103 Lr | 104 Rf | 105 Db | 106 Sg | 107 Bh | 108 Hs | 109 Mt | 110 Ds | 111 Rg | 112 Cn | 113 Nh | 114 Fl | 115 Mc | 116 Lv | 117 Ts | 118 Og |

Muitos dos elementos incluídos nas terras raras foram denominados em honra dos cientistas que os isolaram pela primeira vez ou que descreveram as suas propriedades físico-químicas elementares, pela sua origem geográfica, por referência à mitologia clássica greco-latina ou por neologismos latinizados ou helenizados.
Os elementos incluídos na categoria, e a respectiva etimologia, são os seguintes:
| Nome        | Etimologia                                                                                               |
| ----------- | --- |
| Lantânio    | do grego "lanthanon", escondido.                                                                         |
| Escândio    | de Escandinávia, em homenagem à Escandinávia.                                                            |
| Ítrio       | de Ytterby, uma localidade da Suécia.                                                                    |
| Cério       | da deusa romana da fertilidade Ceres.                                                                    |
| Praseodímio | do grego "praso", verde, e "didymos", gémeo.                                                             |
| Neodímio    | do grego "neo", novo, e "didymos", gémeo.                                                                |
| Promécio    | do titã Prometheus, que deu o fogo aos mortais.                                                          |
| Samário     | em honra de Vasili Samarsky-Bykhovets, descobridor do mineral samarskita.                                |
| Európio     | de Europa, o continente.                                                                                 |
| Gadolínio   | em honra de Johan Gadolin (1760-1852), um dos primeiros investigadores das terras raras.                 |
| Térbio      | de Ytterby, uma localidade da Suécia onde se localiza a pedreira a partir de cujos minerais foi isolado. |
| Disprósio   | do grego "dysprositos", difícil de obter.                                                                |
| Hólmio      | de Holmia, a designação latinizada da cidade de Estocolmo, cidade natal de um dos seus descobridores.    |
| Érbio       | de Ytterby, uma localidade da Suécia.                                                                    |
| Túlio       | a cidade mítica de Thule.                                                                                |
| Itérbio     | de Ytterby, uma localidade da Suécia onde se localiza a pedreira partir de cujos minerais foi isolado.   |
| Lutécio     | de Lutécia, o nome latino da cidade de Paris.                                                            |